# Nicolas Viochot
Nicolas Viochot est un homme politique français né le 22 octobre 1735 à Selongey (Côte-d'Or) et décédé le 25 septembre 1825 à Tonnerre (Yonne).

## Biographie
Curé de Maligny, il est député du clergé aux états généraux de 1789 pour le bailliage de Troyes. Il cesse de siéger à partir de janvier 1790.

## Sources
- « Nicolas Viochot », dans Adolphe Robert et Gaston Cougny, Dictionnaire des parlementaires français, Edgar Bourloton, 1889-1891 [détail de l’édition]